# Consualia robusta
Consualia robusta är en insektsart som beskrevs av William Lucas Distant 1917. Consualia robusta ingår som enda art i släktet Consualia och familjen sporrstritar. Inga underarter finns listade i Catalogue of Life.